# Iron Sky
Iron Sky (Żelazne niebo) – film komediowo-fantastycznonaukowy zrealizowany przez fińskiego reżysera Tima Vuorensolę, mający premierę w 2012 roku Jest to pierwszy w historii kinematografii film, przy którym współpracowano ze społecznością internautów: 2418 osób z różnych stron świata wsparło produkcję m.in. finansowo (blisko 1 mln €), projektując modele pojazdów kosmicznych i częściowo komponując muzykę.

## Fabuła
W 2018 roku prezydent Stanów Zjednoczonych wysyła załogową misję kosmiczną na Księżyc w nadziei, że to zapewni jej reelekcję. Dwóch astronautów ląduje na niewidocznej z Ziemi stronie Księżyca; tam odnajdują tajną nazistowską bazę (w kształcie swastyki), która powstała po ucieczce nazistów z Ziemi w 1945. Jeden z astronautów zostaje następnie zastrzelony, a drugi – czarnoskóry James Washington – zostaje schwytany i poddany śledztwu przez wysokiej rangi oficera, Klausa Adlera. W czasie przesłuchania w ręce głównego naukowca – doktora Richtera – wpada komórka Washingtona, dzięki której naziści zamierzają uruchomić wielki statek kosmiczny Zmierzch Bogów. Z powodu wyładowania się baterii plan ten jednak się nie udaje. W tej sytuacji naziści wysyłają na Ziemię misję w celu pozyskania większej ilości współczesnych urządzeń elektronicznych, jak przenośne konsole do gier i komórki.
W misji, poza Klausem Adlerem, bierze udział jego narzeczona, nazistka-idealistka i córka doktora Richtera, Renate Richter oraz James Washington. Ten ostatni wcześniej poddany eksperymentowi naukowemu, celem uczynienia go Aryjczykiem (zostaje zmieniony w człowieka rasy białej o blond włosach i błękitnych oczach). W czasie pobytu na Ziemi naziści przy pomocy współpracowniczki pani prezydent – Vivian Wagner – dostają się do Białego Domu i stają na czele kampanii wyborczej. Washington tymczasem zostaje porzucony w mieście.
Trzy miesiące później przypadkowe spotkanie bezdomnego Washingtona z Renate Richter odmienia jej poglądy pod wpływem obejrzanego wspólnie całego filmu Dyktator Charliego Chaplina (Dotychczas znała tylko krótki fragment). Tymczasem na Ziemi zjawia się führer Wolfgang Kortzfleisch. Jego celem jest podbicie Ziemi i jednoczesne powstrzymanie Adlera przed przejęciem władzy nad IV Rzeszą i całym światem. Kortzfleisch ginie jednak przy próbie powstrzymania Adlera z ręki Vivian Wagner, która liczyła na status oficjalnej kochanki Adlera. Ten ostatni jednak ucieka i jako nowy führer rozpoczyna inwazję. Zachwycona wojną pani prezydent liczy, że dzięki temu wygra spokojnie wybory i do walki kieruje supertajny statek kosmiczny USS George W. Bush. Na jego dowódcę wyznacza Vivian Wagner, która pała żądzą zemsty na Adlerze. Z pomocą lotnictwa oraz tajnych statków innych państw (m.in. rosyjskiego statku Mir, przekształconego ze stacji kosmicznej o tej nazwie) inwazję udaje się odeprzeć. Flota ziemska rusza z kolei na Księżyc, by ostatecznie zniszczyć nazistów.
Własnej misji podejmują się także Renate Richter i James Washington aby nie dopuścić do uruchomienia Zmierzchu Bogów. Adler tymczasem powróciwszy na Księżyc natychmiast uruchamia statek aby zniszczyć flotę Ziemi i cała planetę. Po dotarciu na Księżyc Washingtonowi udaje się powstrzymać doktora Richtera oraz przywrócić sobie dawny wygląd. Renate Richter z kolei pokonuje i zabija na mostku Adlera, który jednak wcześniej niszczy spory fragment Księżyca przy pomocy Zmierzchu Bogów i rozpoczyna walkę z flotą. Ta ostatnia zaś niemal całkowicie niszczy bazę nazistów. Ostatecznie odłączenie konsoli do gier od napędu statku nazistów powoduje jego roztrzaskanie w pobliżu resztek nazistowskiej bazy.
Film jednak nie kończy się happy endem. Mimo że Renate Richter i James Washington zostają zakochaną parą i pomagają ocalałym z bazy, na Ziemi dochodzi do wojny jądrowej. Jej przyczyną stają się ogromne pokłady helu-3 na Księżycu i próba ich zagarnięcia przez Stany Zjednoczone (perspektywa bezpieczeństwa energetycznego na 1000 lat). Do walki dochodzi także w przestrzeni: wszystkie statki niszczą się wzajemnie w walce o dostęp do helu-3. Poza bazą księżycową, ocalała jeszcze jedna baza - marsjańska (scena po napisach końcowych).

## Obsada
- James Washington – Christopher Kirby
- Renate Richter – Julia Dietze
- Klaus Adler – Götz Otto
- Vivian Wagner – Peta Sergeant
- Prezydent Stanów Zjednoczonych – Stephanie Paul
- Wolfgang Kortzfleisch – Udo Kier
- Doktor Richter – Tilo Prückner[2]

## Ekipa filmowa
- Reżyseria – Timo Vuorensola
- Scenariusz – Michael Kalesniko, Timo Vuorensola
- Zdjęcia – Mika Orasmaa
- Muzyka – Laibach[3]

## Spin–offi sequel
5 października 2011, Blind Spot Pictures wydała cyfrowy komiks. Jest to prequel filmu i nosi nazwę Iron Sky: Bad Moon Rising. Napisał go Mikko Rautalahti a zilustrował Gerry Kissell.
Oficjalny sequel, Iron Sky. Inwazja, miał premierę w 2019 roku.